# 2123
2123 (ММCXXIII) е обикновена година, започваща в петък според григорианския календар. Тя е 2123-ата година от новата ера, сто двадесет и третата от третото хилядолетие и четвъртата от 2120-те.